# Lalande-en-Son
Lalande-en-Son är en kommun i departementet Oise i regionen Hauts-de-France i norra Frankrike. Kommunen ligger i kantonen Le Coudray-Saint-Germer som tillhör arrondissementet Beauvais. År 2022 hade Lalande-en-Son 598 invånare.

## Befolkningsutveckling
Antalet invånare i kommunen Lalande-en-Son
| Referens: INSEE |